# NEWヤッターマン 難題かんだいヤジロベエ
『NEWヤッターマン 難題かんだいヤジロベエ』（ニューヤッターマン なんだいかんだいヤジロベエ）は、1996年3月22日にユタカ（現・プレックス）から発売されたスーパーファミコン用対戦アクションゲームソフト。

## 概要
タイムボカンシリーズ『ヤッターマン』のキャラクターが繰り広げる画面2分割型のアクションゲーム。プレイヤーはヤッターマンかドロンボー一味を操作して、フィールドに隠されているキーアイテムを探し出す。
ゲームオリジナルデザインのメカも多数登場しているが、富山敬以外は当時とキャラクターの声優が異なる。
後年発売された書籍では本作に関して触れられていない。

## ゲーム内容
STORY GAME
ストーリーに沿って、ゲーム開始時にヤッターマンもしくはドロンボーを選んでプレイする。
V.S.GAME
プレイヤー同士で対戦が出来る。
CONTINUE
パスワードを入力してゲームを続きから始めることができる。
OPTION
キーコンフィグやBGM・SEを聞くことが出来る。

## ルール
プレイヤーはスタート時にヤッターマンかドロンボーを選び、ボスメカを選ぶ。フィールドに隠されている3つのキーアイテムの探索が目的とする。キーアイテムを入手し、ゴール地点に行くか、相手を全滅させればステージクリア。フィールド上にある?マークのパネルに手投げ弾を命中させることにより、アイテムを入手できる。またキーアイテム所持時に地雷などでダメージを受けるとアイテムを失う。フィールド上で相手と接触すると対戦ミニゲームで戦う。勝利すると、相手の所持するキーアイテムを入手できる。

### アクションバトルゲーム
各キャラクターが戦う格闘アクション。勝ち抜き戦となり先に相手を全員倒したほうが勝利となる。

### ゾロメカゲーム
メカ同士が戦う。ボスメカから吐き出されるゾロメカをパネルで誘導し、相手のボスメカにぶつけて先に破壊したほうが勝利となる。

## 登場キャラクター

### ヤッターマン
- メンバー：ガンちゃん / ヤッターマン1号、アイちゃん / ヤッターマン2号、オモッチャマ

ボスメカ
ヤッターワン
テレビシリーズから登場の犬型メカ。
ヤッターニャンコ
ゲームオリジナルのネコ型メカ。四本足型であり、手持ちの鞠からゾロメカを発進させる。
ヤッターラッコ
ゲームオリジナルのラッコ型メカ。二本足型であり、手持ちのバッグ状の部分からゾロメカを発進させる。

### ドロンボー
- メンバー:ドロンジョ、ボヤッキー、トンズラー

ボスメカ
ブッターボ
ゲームオリジナルメカ。車型メカ。
ガンポッポ
ゲームオリジナルメカ。汽車型メカ。
キャプテンプック
ゲームオリジナルメカ。船型メカ。

### オリジナルキャラクター
ヤジロベエ
声 - 滝口順平
ヤジロ山の頂上に住む世界の全てを見通す神様。やじろべえの形をしていて、顔の部分はドクロ、常にマイクを持ち、竿の右端は太陽、左端は月状の錘をつけている。語尾に「だべ」と付く。ヤッターマンらにエネルギー問題、コンピュータの暴走、疫病など世界の危機を救うキーアイテムの存在を教える。ゲーム終了後、ドロンボー一味にお仕置きを加える。またドロンボー側が勝利し願いを叶えても、彼らの願いをお仕置き同然に叶える（南の島で暮らしたい=南極に移動させるなど）。

## 出演声優
本作のキャラクターボイスを担当した声優。
- 松下美由紀
- かわむらあけみ
- 戸部公爾
- 幸野善之
- 富山敬 - おだてブタ（OPデモに登場）を担当しているが、富山は本作が発売する前年の1995年9月25日に死去している。

## ステージ
南の島
キーアイテム（ヒカルダケ、モエマス、エレキチョウ）
ハイテクメカ工場
キーアイテム（ICポテト･チップ、かじりネズミ君、オールマイティツール）
なぞの古城
キーアイテム（ドラキュラのキモッ玉、フランケンシュタインのふてぶてしさ、ミイラのお守り）

## ボスメカアイテム
ノーマル地雷
地面に仕掛ける罠。
スーパー地雷
ノーマル地雷の強化版。
パタパタ爆弾
空中に仕掛ける罠。仕掛けた場所を通ると、落下して爆発する。
おっかけミサイル
相手を追跡するミサイル。威力は大きいが、一定時間経過か、障害物に当たると自爆する。
雨あられ砲
離れている相手を攻撃できる大砲。
ホイホイ砲
離れている相手をトリモチでしばらくの間動けなくする。
キエマスプレー
一定時間自分の姿を消し、相手と接触しなくなる。
ここほれスコップ
落とし穴を掘る。引っかかるとメカの素とボスメカアイテムを失う。
バリアカプセル
一定時間バリアで覆われ、無敵になる。
こっちにおい手
自分のいる場所に、相手を召喚できる。
救急箱
ライフが少し回復する。

## アイテム
りんご
ライフが少し回復する。
ハンバーガー
ライフがかなり回復する。
お肉
ライフが全回復する。
メカの宅急便
ボスメカアイテムを全て10個ずつ補給できる。
おたすけ天使の輪
持っているか、取得すると死亡した仲間を復活できる。
ヤジロベエのお守り
入手すると良いことがある。
メカの素
ゾロメカゲームで戦うことが出来る。片方のチームが持っていない場合は自動的に持っている側の勝利になる。

### スペシャルアイテム
いずれも取得したキャラクターが死亡すると効果がなくなる。
ダメージプロテクター
チーム全員の防御力が上昇する。
プラスリュック
ボスメカアイテムを多く持てるようになる。
スピードブレード
フィールド移動時常にダッシュ状態になる。